# Jan Serafin (cichociemny)

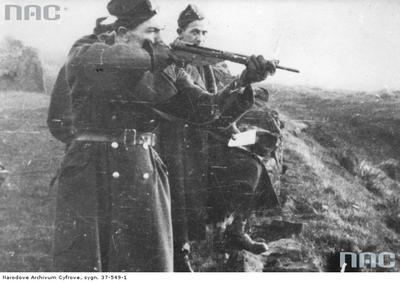
Szkolenie strzeleckie cichociemnych. Z pistoletem maszynowym Sten por. „Czerchawa” – Jan Serafin, w głębi pchor. „Topola” – Otton Wiszniewski.

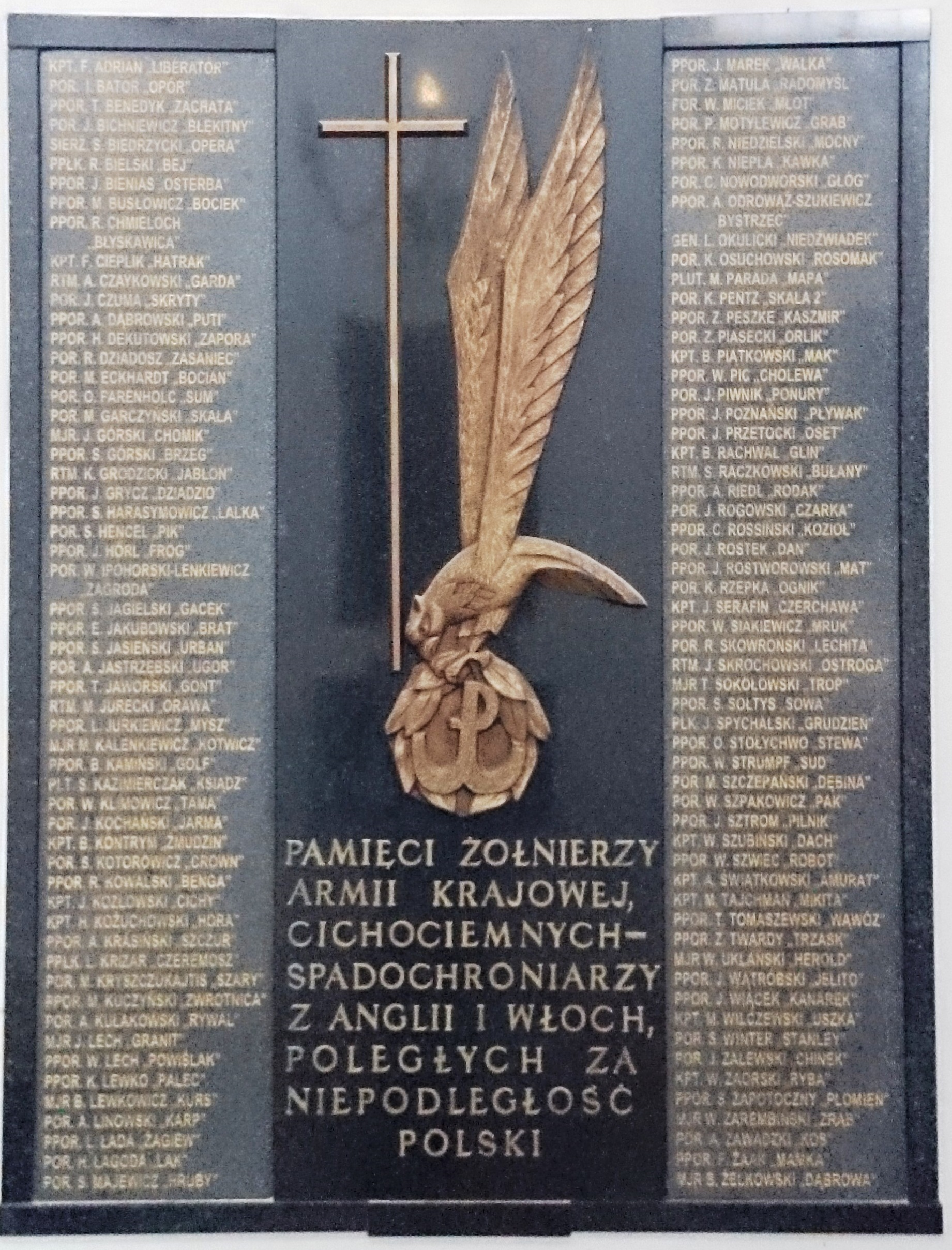
Tablica w kościele św. Jacka w Warszawie, upamiętniająca poległych cichociemnych, w tym Jana Serafina.

Jan Serafin ps. Czerchawa, Cherubin (ur. 30 grudnia 1913 w Czukwi, zm. 20 maja 1944 w Opatkowicach) – podporucznik piechoty Wojska Polskiego, kapitan dyplomowany Polskich Sił Zbrojnych i Armii Krajowej, cichociemny.

## Życiorys
Jan Serafin urodził się w Czukwi (powiat samborski) jako syn Michała i Barbary z domu Ciupek. Jego ojciec był kowalem. W 1925 ukończył szkołę powszechną w Czukwi, a następnie kształcił się w II Państwowym Gimnazjum im. Mikołaja Kopernika w Samborze. W szkole był wójtem klasy VIII, prezesem zarządu samorządu uczniowskiego (z jego inicjatywy podjęto akcję zbierania używanych ubrań i butów na cele potrzebujących), skarbnikiem czytelni uczniowskiej, należał także do sekcji historycznej
. Maturę zdał w 1934 roku.
Kontynuował naukę w Szkole Podchorążych Rezerwy Piechoty w Różanie (od września 1934 r.), a następnie (od października 1935 r.) w Szkole Podchorążych Piechoty w Komorowie koło Ostrowi Mazowieckiej. Szkołę tę ukończył w 1937 roku i promowany został do stopnia podporucznika w korpusie oficerów piechoty, ze starszeństwem z dniem 1 października 1937 roku oraz 48. lokatą. Otrzymał przydział do 14 pułku piechoty z Włocławka. W dniu 16 marca 1938 roku pełnił funkcję dowódcy plutonu w 7 kompanii strzeleckiej (dowodzonej przez por. Mieczysława Zimnala) w III batalionie 14 pp. Na dzień 23 marca 1939 roku dowodził plutonem w 6 kompanii strzeleckiej w II batalionie 14 pp i zajmował nadal 48. lokatę wśród podporuczników korpusu piechoty w swoim starszeństwie. Rozkazem organizacyjnym Nr 3 z dnia 26 maja 1939 roku, podpisanym przez pełniącego obowiązki dowódcy 14 pułku piechoty ppłk. Władysława Dzióbka, ppor. Jan Serafin wyznaczony został ponownie dowódcą plutonu w 6 kompanii strzeleckiej 14 pułku piechoty (etatowym dowódcą kompanii był wówczas kpt. Michał Naziembło, w zastępstwie dowodził nią w tym okresie por. Edward Dorszewski, a dowódcą II batalionu był mjr Jan Łobza). W dniu 4 czerwca 1939 roku podporucznik Jan Serafin, wraz z delegacją 14 pp, uczestniczył w Lipnie w uroczystości wręczenia przez społeczeństwo darów na Fundusz Obrony Narodowej. W międzyczasie, w okresie od października 1938 roku do marca 1939 r., ppor. Jan Serafin pełnił służbę w warszawskim Batalionie Stołecznym.

## II wojna światowa
We wrześniu 1939 roku walczył w szeregach 144 pułku piechoty rezerwowego, w którym dowodził plutonem, a następnie kompanią. Brał udział w walkach z Niemcami pod Kutnem, Łowiczem, Żyrardowem, Modlinem, Mińskiem Mazowieckim i Starą Miłosną, gdzie został ranny w twarz. Następnie uczestniczył w obronie Warszawy. Po kapitulacji stolicy wyjechał do Lwowa, gdzie do 10 października 1939 roku ukrywał się przed sowieckimi służbami. W nocy z 19 na 20 października przekroczył granicę polsko-węgierską pod Jabłonicą. Na Węgrzech został internowany i  przetrzymywany był w Egerze, skąd uciekł w dniu 21 listopada 1939 roku. W drugiej połowie listopada próbował bez powodzenia przekroczyć granicę z Jugosławią. Dopiero po otrzymaniu w Budapeszcie paszportu, przez Jugosławię i Włochy, dotarł w dniu 8 grudnia 1939 r. do Francji.
Wstąpił do Polskich Sił Zbrojnych i został skierowany do Camp de Coëtquidan, gdzie ukończył kurs oficerski (w dniach od 1 do 31 marca 1940 roku). Następnie został mianowany dowódcą II plutonu w 2 kompanii I batalionu 3 pułku Grenadierów Śląskich 1 Dywizji Grenadierów. W okresie od 15 maja do 10 czerwca 1940 r. przebywał w Marsylii na kursie miotaczy płomieni przy 4 Armii Francuskiej, a po jego ukończeniu został przydzielony do francuskiego 69 pułku strzelców kolejowych. Brał udział w bitwach o Charmes i pod Morville, a po rozbiciu pułku dostał się w dniu 23 czerwca 1940 r. do niewoli niemieckiej, z której zbiegł w dniu 23 lipca tegoż roku. Przedostał się do nieokupowanej Francji (w dniu 1 sierpnia 1940 r. stawił się w obozie wojskowym Camp de Carpiagne). Tam objął (z dniem 20 listopada 1940 r.) stanowisko dowódcy byłej polskiej kompanii roboczej przyłączonej do jednostki francuskiej. W maju 1941 roku Jan Serafin służył w Polskiej Misji Wojskowej oraz na placówce wywiadowczej w Marsylii. W dniu 1 sierpnia 1941 roku stanął na czele grupy przerzutowej, z którą przedostał się do Hiszpanii. Dotarł do Barcelony, potem do Madrytu (w dniu 1 września 1941 r.), a na początku października przekroczył granicę z Portugalią. Do Gibraltaru wyruszył drogą morska w dniu 1 grudnia 1941 r., a w dniu 5 stycznia 1942 roku na pokładzie transatlantyku m/s Batory przybył do Wielkiej Brytanii.
Z dniem 27 stycznia 1942 r. został przydzielony do I Oficerskiego Baonu Szkolnego, a następnie (z dniem 28 stycznia 1942 r.) odkomenderowany do Centrum Wyszkolenia Piechoty, w którym ukończył ośmiotygodniowy kurs dowódców kompanii w szkockim Dunfermline. W okresie od dnia 3 lipca do 28 października tegoż roku odbywał staż w oddziałach brytyjskich.

## Cichociemny
Zgłosił się do służby w okupowanym kraju. Z dniem 29 października 1942 roku przeniesiono go do dyspozycji Oddziału VI Sztabu Naczelnego Wodza, gdzie ukończył szkolenie w zakresie dywersji. Po zdaniu egzaminu wstępnego (odbył się on w dniu 1 marca 1943 roku, w okresie od 4 kwietnia do 18 czerwca 1943 roku przebywał na kursie przygotowawczym do Wyższej Szkoły Wojennej, a z dniem 10 lipca 1943 roku (po odbyciu stażu w jednostce liniowej) został słuchaczem III kursu na obczyźnie tejże szkoły. Po ukończeniu kursu (kurs przeprowadzony został w szkockiej miejscowości Eddleston i zakończył się w dniu 18 grudnia 1943 roku) uzyskał tytuł oficera dyplomowanego. Odbył praktykę sztabową i 19 stycznia 1944 roku został zaprzysiężony w Oddziale VI Sztabu Naczelnego Wodza. Następnie przeniesiono go do Głównej Bazy Przerzutowej w Brindisi we Włoszech.
Zrzutu dokonano w nocy z 19 na 20 maja 1944 roku w operacji lotniczej „Weller 18” dowodzonej przez kpt. naw. Kazimierza Wünsche z samolotu Liberator BZ-965 „S” (1586 Eskadra PAF), na placówkę odbiorczą „Jaśmin” w rejonie wsi Opatkowice (Powiat puławski). Razem z nim skoczyli: por. Rudolf Dziadosz ps. Zasaniec, kpt. dypl. Ludwik Fortuna ps. Siła, st. sierż. Aleksander Lewandowski ps Wiechlina, ppor. Zdzisław Winiarski ps. Przemytnik oraz kurier Delegatury Rządu na Kraj strz. Franciszek Klima ps. Oszczep.
Kapitan dypl. cc Jan Serafin zginął śmiercią spadochroniarza na skutek nierozwinięcia się spadochronu. Został pochowany na cmentarzu w Wysokim Kole pod nazwiskiem Józef Czerchała.
Miał angielską narzeczoną Christine Hoon (1912–2002), która służyła w bazie we Włoszech, w żeńskim korpusie brytyjskim FANY. Christine wyszła za polskiego lotnika Adama Kolczyńskiego (1915–1971), a w 1990 roku odwiedziła grób Jana w Wysokim Kole. Jej syn, wychowany w Afryce Południowej i Wielkiej Brytanii, przeprowadził się do Polski w 2004 roku.

## Awanse
- podporucznik – ze starszeństwem z dniem 15 października 1937 roku
- porucznik – ze starszeństwem z dniem 1 stycznia 1943 roku
- kapitan – ze starszeństwem z dniem 1 marca 1944 roku

## Odznaczenia
- Krzyż Walecznych – czterokrotnie
- Srebrny Krzyż Zasługi z Mieczami
- Krzyż Wojenny ze złotą gwiazdą (Francja)[14]

## Upamiętnienie
W lewej nawie kościoła św. Jacka przy ul. Freta w Warszawie odsłonięto w 1980 roku tablicę Pamięci żołnierzy Armii Krajowej, cichociemnych – spadochroniarzy z Anglii i Włoch, poległych za niepodległość Polski. Wśród wymienionych 110 poległych cichociemnych jest Jan Serafin.